# Салехардский мост
Салеха́рдский мост — проект совмещённого мостового перехода через Обь между городами Лабытнанги и Салехардом. Согласно проекту — совмещённый железнодорожный и автомобильный мост через реку Обь будет длиной 2439,8 метра. Общая протяжённость с подходами — около 40 км.
Строительство моста является частью проектируемого Северного широтного хода — железнодорожной магистрали в Ямало-Ненецком автономном округе (ЯНАО). Салехардский мост, как ключевой участок Северного широтного хода, даст возможность соединить Северную железные дороги и Свердловскую, в будущем обеспечит выход железнодорожной сети России через полуостров Ямал и порт Сабетта к Северному морскому пути.
Строительство мостового перехода через Обь финансируется правительством ЯНАО в сумме около 8 млрд рублей. Также запланирован грант из федерального бюджета в размере 10 млрд рублей. В целом стоимость мостового перехода через Обь оценивается в сумму около 60 млрд рублей. За сооружение совмещённого мостового перехода будет отвечать строительная компания, возводившая Крымский мост.

## История
Идея строительства мостового перехода через реку Обь на полуострове Ямал, который соединил бы Салехард и Лабытнанги, появилась ещё в середине XX века.
В те годы была проведена большая подготовительная работа с геологическими исследованиями. Ленинградское строительное бюро разработало проект совмещённого мостового перехода с автомобильной и железной дорогами в разных ярусах. Проект не был реализован по нескольким причинам. Основной объективной причиной, помешавшей строительству моста, явилась ширина и бурное течение реки в этом месте, а также то, что со стороны Лабытнанги находится довольно широкая пойма реки, а сам проектируемый мостовой переход находился бы в пределах вечной мерзлоты.
В 2006 году руководство Ямало-Ненецкого автономного округа снова вернулось к идее строительства и открыло тендер. Рассматривалось несколько проектов строительства моста. Общим архитектурным решением проектов было предложение пустить автомобильную дорогу по верхнему ярусу, а по нижнему — железнодорожную. В 2007 году была подготовлена вся проектная документация. Однако начало строительства было решено отложить на 2012 год, а проект был снова возвращён на доработку.
В 2013—2014 годах доработанный проект мостового перехода успешно прошёл государственную экспертизу.
В начале 2016 года строительство мостового перехода, как стратегического объекта, было объявлено приоритетным, с финансированием из федерального бюджета, которое подтверждено постановлением председателем правительства Российской Федерации Дмитрием Медведевым и подписано 18 марта 2016 года.
11 мая 2018 года состоялась закладка символической капсулы в основание будущего моста через реку Обь. Участие в церемонии закладки капсулы приняли исполняющий обязанности министра транспорта РФ Максим Соколов, губернатор Ямало-Ненецкого автономного округа Дмитрий Кобылкин и генеральный директор РЖД Олег Белозёров.
21 августа 2018 года на встрече в Ново-Огарёве с президентом Российской Федерации Владимиром Путиным губернатор ЯНАО Дмитрий Артюхов заявил, что «у нас есть все для того, чтобы уже опережающе этой зимой начать строительство самого сложного, важного элемента — совмещённого моста через реку Обь. Сейчас делаем всё с инвестором для того, чтобы приступить к этому в самое ближайшее время»
5 апреля 2019 года губернатор Ямало-Ненецкого автономного округа Дмитрий Артюхов на пресс-конференции заявил журналистам, что строительство моста через реку Обь переносится на 2020 год.
24 августа 2020 года губернатор Ямало-Ненецкого автономного округа Дмитрий Артюхов на пресс-конференции заявил журналистам, что мост через Обь начнут строить зимой 2020 года.
30 сентября 2020 года было выдано положительное заключение по проекту первого этапа строительства мостового перехода.
По состоянию на декабрь 2020 года, проводится этап проектно-изыскательских работ. Точные сроки начала строительства моста всё ещё не указаны.